# 郭簡
郭簡，五代時軍事人物。妻子王氏，四女郭氏。子郭威。
儿子郭威三岁时，郭简一家徒居太原。不久之后，郭简死于与燕军的战役。《新五代史》则称“简，事晋为顺州刺史。刘仁恭攻破顺州，简见杀”。后汉時代，郭威显贵之后，追赠为太师。
郭威登上大寶後，郭簡被後周追尊為皇帝，廟號慶祖，諡號章肅皇帝，皇陵稱欽陵。

## 軼事
其子郭威為後周太祖。《舊五代史》記載一說，稱郭威本姓常，隨母改嫁入郭簡家，因而改姓郭姓。《新五代史》稱郭威生父為郭簡，在郭簡死後，其妻改嫁常氏。